# Фестиниогская железная дорога
Фестинио́гская желе́зная доро́га или Фестиньогская железная дорога (англ. Ffestiniog Railway, валл. Rheilffordd Ffestiniog) — узкоколейная (597 мм) железная дорога длиной 13,5 мили (22 км), соединяющая города Портмадог и Блайнай-Фестиниог в валлийском округе Гуинет. Однопутная, с многочисленными разъездами, линия проложена по гористой местности национального парка Сноудония. Открыта в 1836 г. и первоначально предназначалась для транспортировки сланцев из окрестных карьеров в Портмадог. В 1946 г. прекратила действовать, но не была официально закрыта. Движение восстановлено в 1956 г., и теперь линия функционирует как историческая железная дорога.

## Маршрут
Начинается Фестиниогская железная дорога в гавани Портмадога, возле сланцевых пристаней, устроенных на полуострове Мадог (англ. Ynys Мadog). Здесь располагается самая южная станция линии — «Портмадогская Портовая» (англ. Porthmadog Harbour railway station), которая ныне представляет собой тупиковый пассажирский вокзал, используемый как Фестиниогской, так и Валлийской нагорной железными дорогами. От Портмадога путь идёт рядом с шоссе на восток — по высокой дамбе, называемой здесь «The Cob» (глыба). К югу от дамбы находится Тремадокский залив, к северу — внушительных размеров польдер Великие Пески (валл. Traeth Mawr).

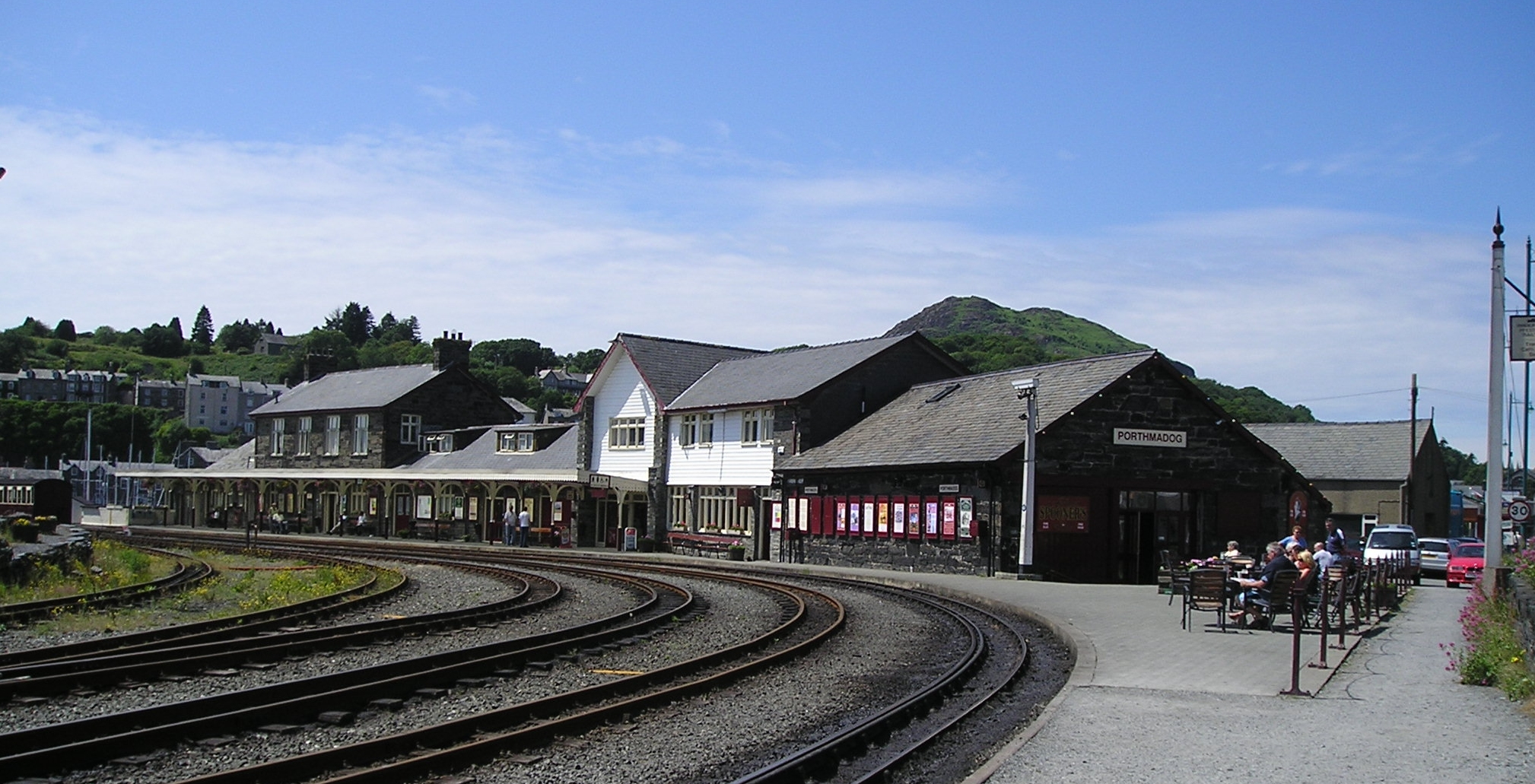
Портмадогская Портовая станция

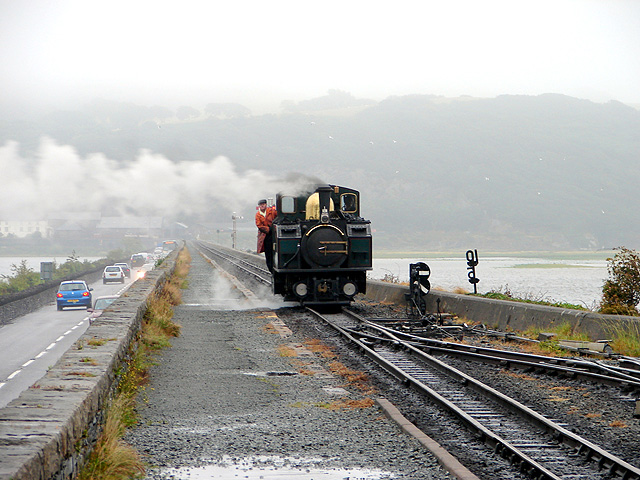
The Cob. Справа — Тремадоргский залив, слева — Великие Пески.

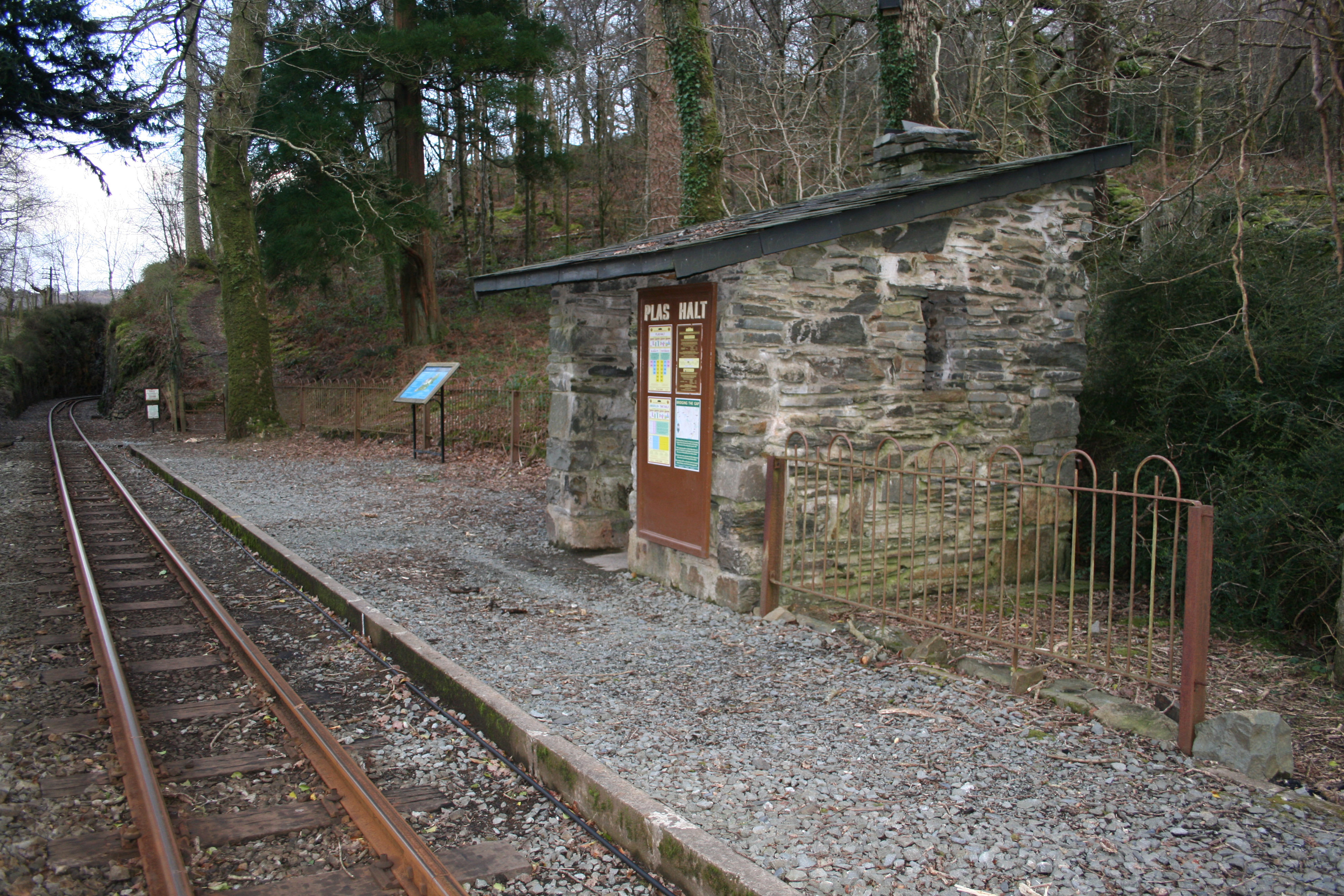
Plas Halt

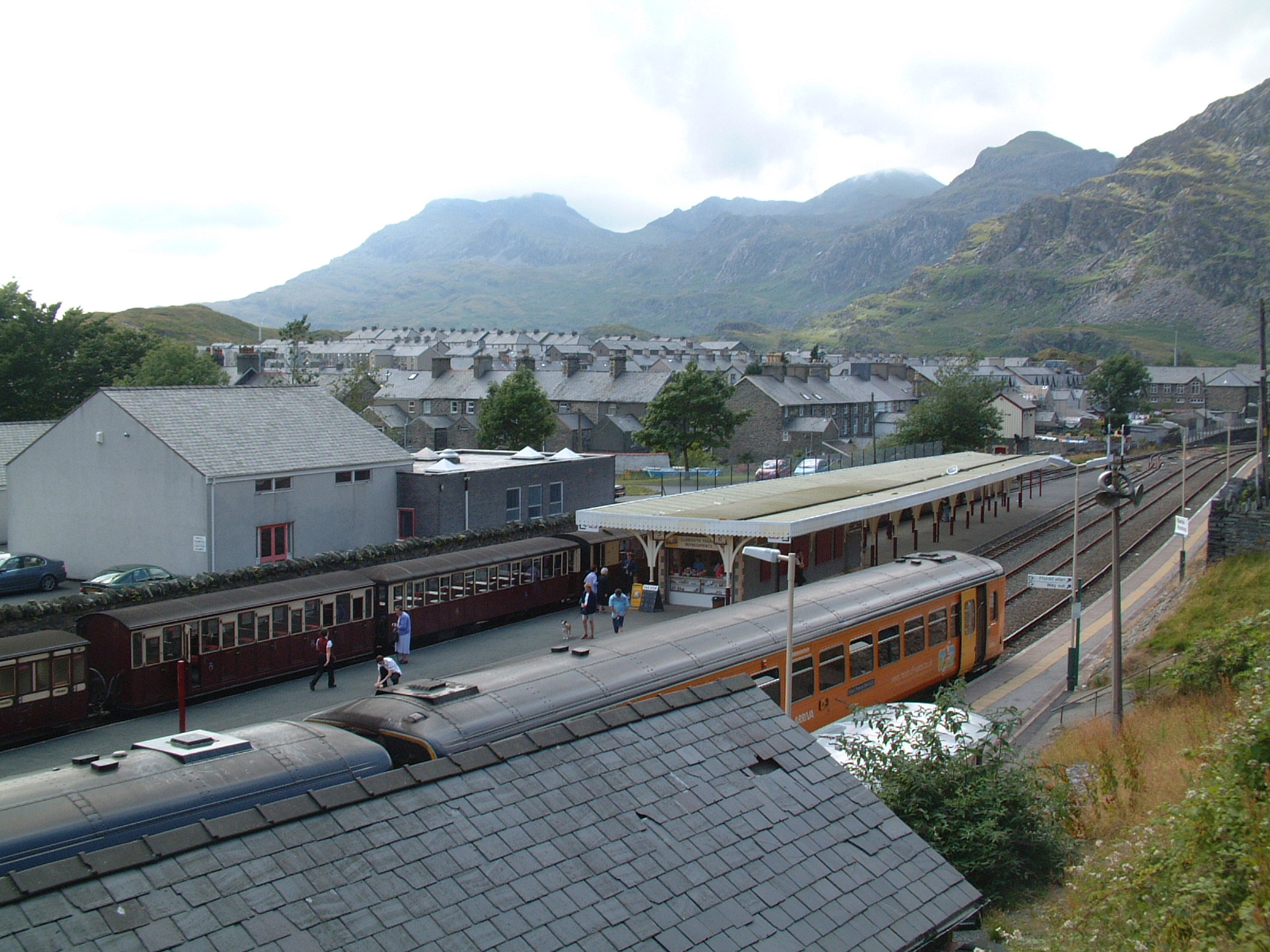
Блайнай-Фестиниог

Сразу за дамбой располагается станция «Бостон Лодж» (англ. Boston Lodge), возле которой размещены мастерские Фестиниогской дороги и её депо. Здесь путь поворачивает на северо-восток и идёт к Минфорту, где по мосту пересекает Кембрийскую линию нормальной, стефенсоновской, колеи, принадлежащую компании «Arriva Trains Wales». На пересечении устроена пересадочная станция, от которой линия бежит к посёлку Пенриндейдрайт, где останавливается у платформы с несколько укороченным в 1870 г. названием: «Пенрин» (валл. Penrhyn). В полутора километрах за Пенрином на дороге устроен разъезд «Риу-Гокс» (валл. Rhiw-Goch), где с 1836 по 1863 гг. производилась смена лошадей, когда Фестиниогская дорога работала на конной тяге. Здесь же, на ферме, лошадей оставляли отдыхать на ночь. Разъезд функционирует исключительно в служебном режиме, и посадка пассажиров на нём не допускается.
За разъездом линия начинает петлять между поросших лесом холмов, пока не выходит к платформе «Plas Halt», заменившей в 1963 г. находившуюся поблизости частную станцию с похожим названием «Plas station». От платформы проложена пешая дорога к усадьбе «Plas Tan-y-Bwlch», где сейчас располагается учебный центр национального парка Сноудония. Дальше путь продолжает идти между холмами, огибая с запада озеро Ллин-Майр (Озеро Мери), и останавливается на станции «Тан-и-Булкс» (валл. Tan-y-Bwlch) — разъезде, расположенном примерно не полпути между Портмадогом и Блайнай-Фестиниогом, и заменившем в 1873 г. прежний, конный, разъезд «Хавод-и-Ллин» (валл. Hafod-y-Llyn).
За разъездом один за другим следуют частные остановочные пункты: «Лес Блейтиай» (валл. Coed-y-Bleiddiau) и «Платформа Кэмпбелла» (англ. Campbell’s Platform). Недалеко от первого располагается старый коттедж, в котором с 1860-х гг. жили инспекторы Фестиниогской дороги. С середины XX в. коттедж — место отдыха немногих избранных семейств, в число которых входила и английская семья советского разведчика Кима Филби. Второй остановочный пункт находится рядом с феодальной усадьбой XV в. — Plas Dduallt, которая служила Оливеру Кромвелю во время его кампании против роялистов Северного Уэльса.
Миновав частные платформы, линия выходит к станции «Тиалт» (валл. Dduallt), сразу за которой прежнее и нынешнее направления дороги расходятся. Прежнее направление со снятой колеёй ведёт дорогу к заброшенному и ныне наполовину затопленному тоннелю, открывающемуся прямо в водохранилище Тан-и-Грисиай, новое — заворачивает путь петлёй, проводит мостом над входными стрелками и отправляет к новому, более короткому, тоннелю, устроенному западнее старого. За тоннелем линия следует берегом названного водохранилища, оставляя его вместе со зданием электростанции по правую руку, и входит в посёлок Тан-и-Грисиай. Станция в посёлке располагается через дорогу от водоёма, поезда останавливаются на ней только по требованию.
Последний участок пути линия идет вдоль шоссе на Блайнай-Фестиниог. Перед самым входом в город от неё отходит ветка к ныне не функционирующему вокзалу «Динас» (валл. Dinas), сама же линия — параллельно «Железной дороге Конуинской долины», соединяющейся в Лландидно с «Северо-Уэльской прибрежной железной дорогой» — прибывает на станцию «Блайнай-Фестиниог». Станция — пересадочная: рельсы узкой и стефенсоновской колеи проложены рядом друг с другом, перроны соединены пешеходным мостом. Дальше поезда не ходят, хотя за станцией есть путь до закрытого вокзала «Диффус» (валл. Duffws) и прежде существовало движение до каменоломен к северо-востоку от города.

## История
История Фестиниогской дороги началась в 1829 г., когда её будущий директор Генри Арчер по воле случая встретился с владельцем одного из сланцевых карьеров, расположенных возле Блайнай-Фестиниога, Самуэлем Голландом (англ. Samuel Holland), который и предложил идею устройства линии. Арчер совместно с Джеймсом Спунером (англ. James Spooner), именем которого впоследствии был назван один из паровозов дороги, взялся за проект, вложив в него как собственные деньги, так и средства, собранные на Дублинской фондовой бирже. Его усилиями 23 мая 1832 г. был принят Парламентский Акт об основании Фестиниогской железной дороги, и 26 февраля следующего, 1833, года в Портмадоге начались строительные работы.

### Конная тяга

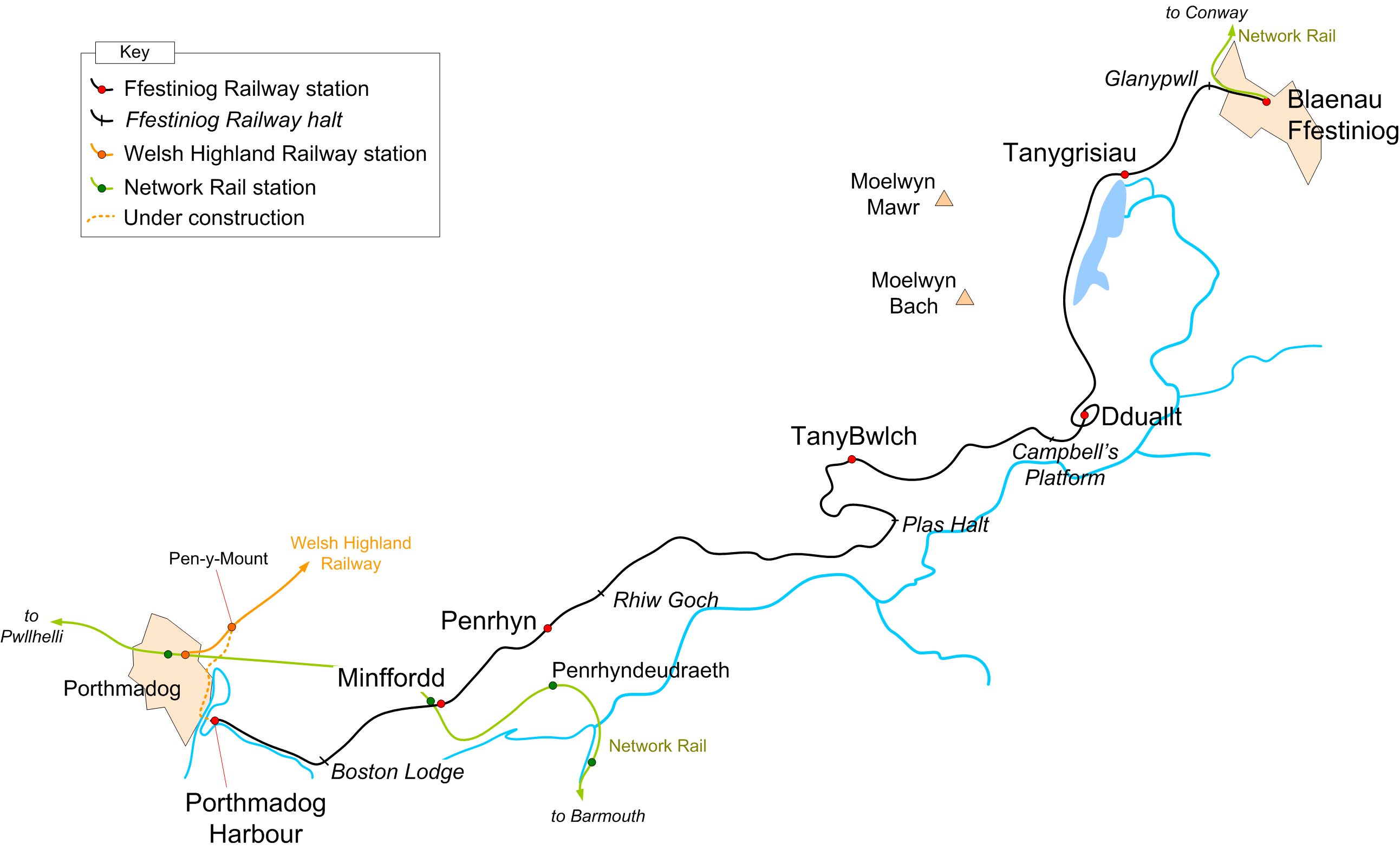
Карта Фестиниогской дороги в её нынешнем состоянии

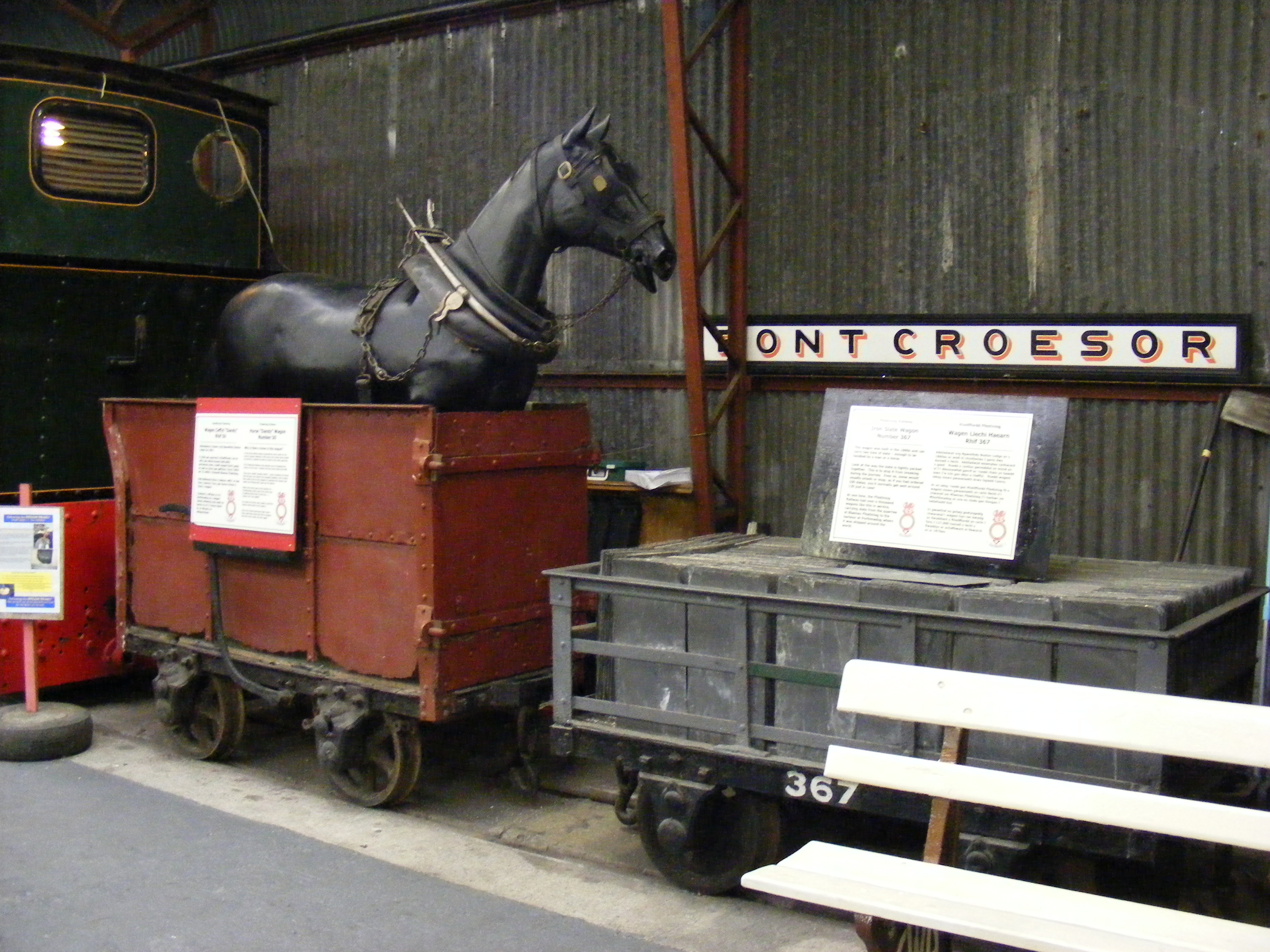
Денди-вагон (слева) и сланцевый вагон на станции Портмадог Валлийской нагорной музейной железной дороги

Возводили дорогу три года и закончили постройкой в 1836 году. Геодезические работы, произведённые Спунером, позволили провести линию так, что поезда, гружёные сланцем, спускались от Фестиниога в Портмадог под воздействием собственного веса. Две вагонетки в каждом из шести курсирующих поездов оборудовались тормозными площадками, где дежурили кондукторы, в обязанности которых входило замедлить состав при его вхождении на разъездные станции. Спуск к последней перед портом станции «Бостон Лодж» занимал от 90 мин до двух часов, далее поезд следовал конной тягой. Конной же тягой его поднимали обратно, к Фестиниогу, предварительно разделив на несколько секций по 8 вагонеток в каждой. Подъём требовал около шести часов. Наверху лошадей грузили в специализированный вагон, называемый на британских дорогах «dandy», и скатывали вниз, прицепив денди-вагон ко вновь составленному поезду.
Разъездных станций в то время было три: «Туннельный полустанок» (англ. Tunnel Halt), «Хавод-и-Ллин» и «Риу-Гокс», на каждой из которых состав стоял по 10 мин. Первые две из этих станций ныне не существуют: «Туннельный полустанок» на входе в тоннель под горою Мойлуйн-Маур перестал функционировать в связи с переносом пути на новое место, а разъезд «Хавод-и-Ллин» был заменён в 1872 г. разъездом «Тан-и-Булкс». При этом топоним «Хавод-и-Ллин» сохранился в названии разъезда Валлийской нагорной железной дороги, находящегося примерно в 16 км к северо-востоку от прежней станции.
Шесть поездов на конной тяге обеспечивали вывоз 70 тыс. т сланца в год. Перевозка пассажиров не дозволялась Комиссией по торговле (англ. Board of Trade), которая считала, что достаточную безопасность для людей могут предоставить только дороги с нормальной, стефенсоновской, колеёй. Несмотря на запрет, туристы с начала 1850-х гг. время от времени дорогой всё же перевозились.

### Паровозная тяга

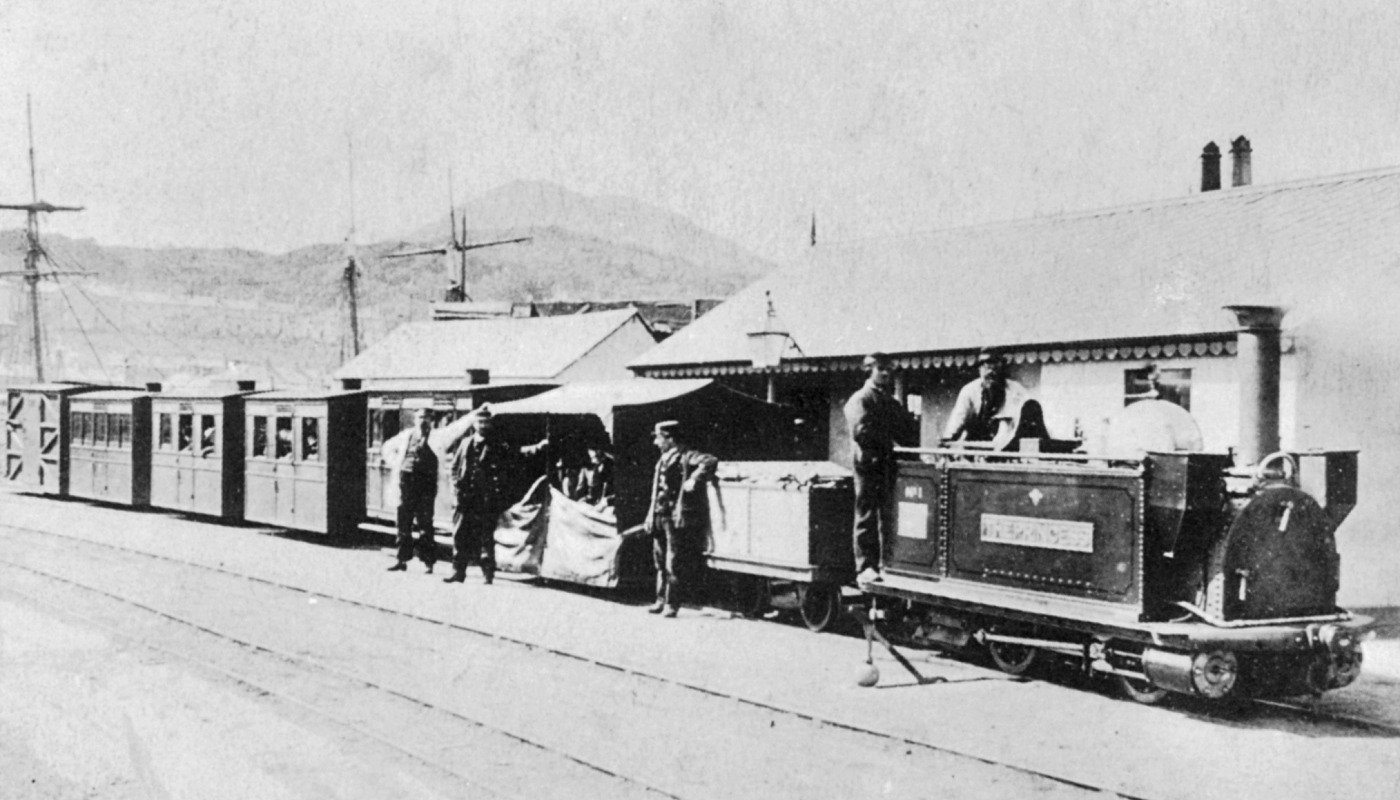
«Принцесса», второй паровоз дороги. Построен в 1863 г.

Будучи обеспечены транспортом, сланцевые карьеры увеличили выработку, и к 50-м гг. Фестиниогская дорога перестала справляться с вывозом сырья. Правление дороги обеспокоилось возможной конкуренцией как со стороны железных дорог стефенсоновской колеи, число которых в Уэльсе быстро росло, так и узкоколейных линий, возникших поблизости от Портмадога. Управлявший тогда дорогой Чарльз Спунер, младший сын Джеймса Спунера, поручил инженеру Чарльзу Голланду, племяннику Самуэля Голланда разработать подходящий для линии паровоз. Задача усложнялась тем, что авторитеты в области паровозостроения, такие, как Роберт Стефенсон, полагали невозможным создание эффективных локомотивов для железных дорог узкой колеи. Голланд, тем не менее, взялся за поручение и после нескольких неудач составил проект двухосного тендерного паровоза, который в 1863 г. был построен на заводах Джорджа Ингланда (англ. George England) в двух экземплярах. Один из них — паровоз «Принцесса», сохранившийся до наших дней, но не в рабочем состоянии.

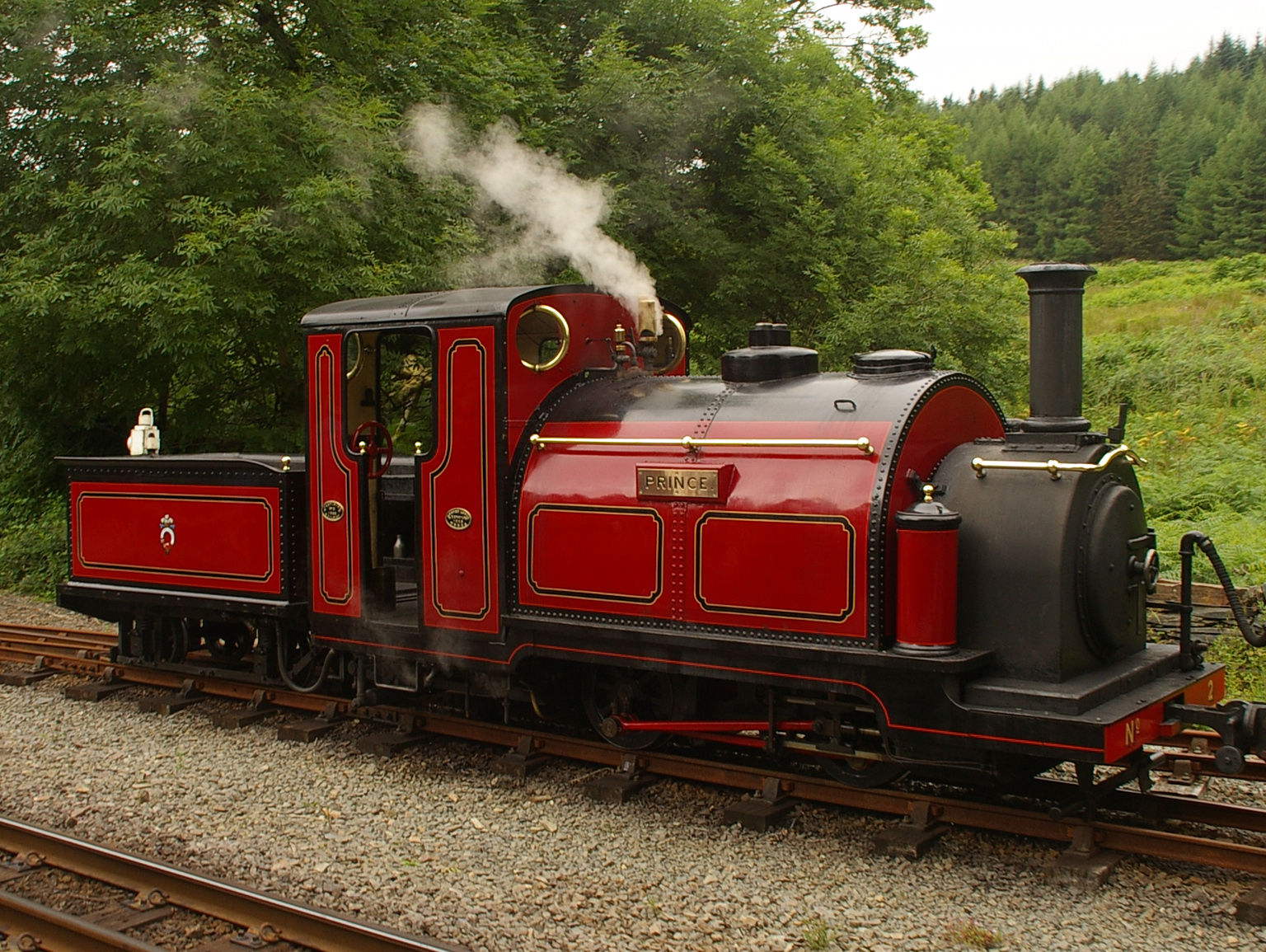
«Принц», третий паровоз дороги. Построен в 1864 г.

Двухосные локомотивы поступали на линию партиями по две штуки. Вторая партия пришла в следующем, 1864, году, третья — в 1867 г. Паровозы заменили лошадей при подъёме вагонеток к Фестиниогу, обратно же, в Портмадог, поезда продолжали ходить без локомотивов — под влиянием силы тяжести. Меж тем в 1865 г. узкоколейным дорогам разрешили перевозить людей и составы стали формировать товарно-пассажирскими. При этом соблюдали определённую последовательность: первыми к паровозу прицепляли обычные грузовые вагоны, за ними — пассажирские, а в конец ставили вагонетки для сланцев. Локомотив вытягивал поезд наверх целиком, затем — возле Фестиниога — состав разделяли на части, загружали, и после этого каждую из частей по отдельности скатывали вниз. Последним к Портмадогу спускался паровоз.
Теперь путь в обоих направлениях занимал по 1 часу 50 мин, включая остановки на трёх разъездах: «Тан-и-Грисиай», «Хавод-и-Ллин» и «Пенрин», — общей продолжительностью в 20 мин. Поезда стали отправляться с обеих конечных станций с двухчасовым интервалом. Однако система, требовавшая постоянных маневровых работ, оказалось слишком сложной и вскоре транспорт сланцев отделили от остального движения. Сланцевые вагонетки, сведённые в отдельный состав, продолжали скатывать вниз под влиянием силы тяжести — и так продолжалось вплоть до 1939 г., — а из остальных вагонов формировали товарно-пассажирские поезда, которые и вниз, и вверх водили паровозами.

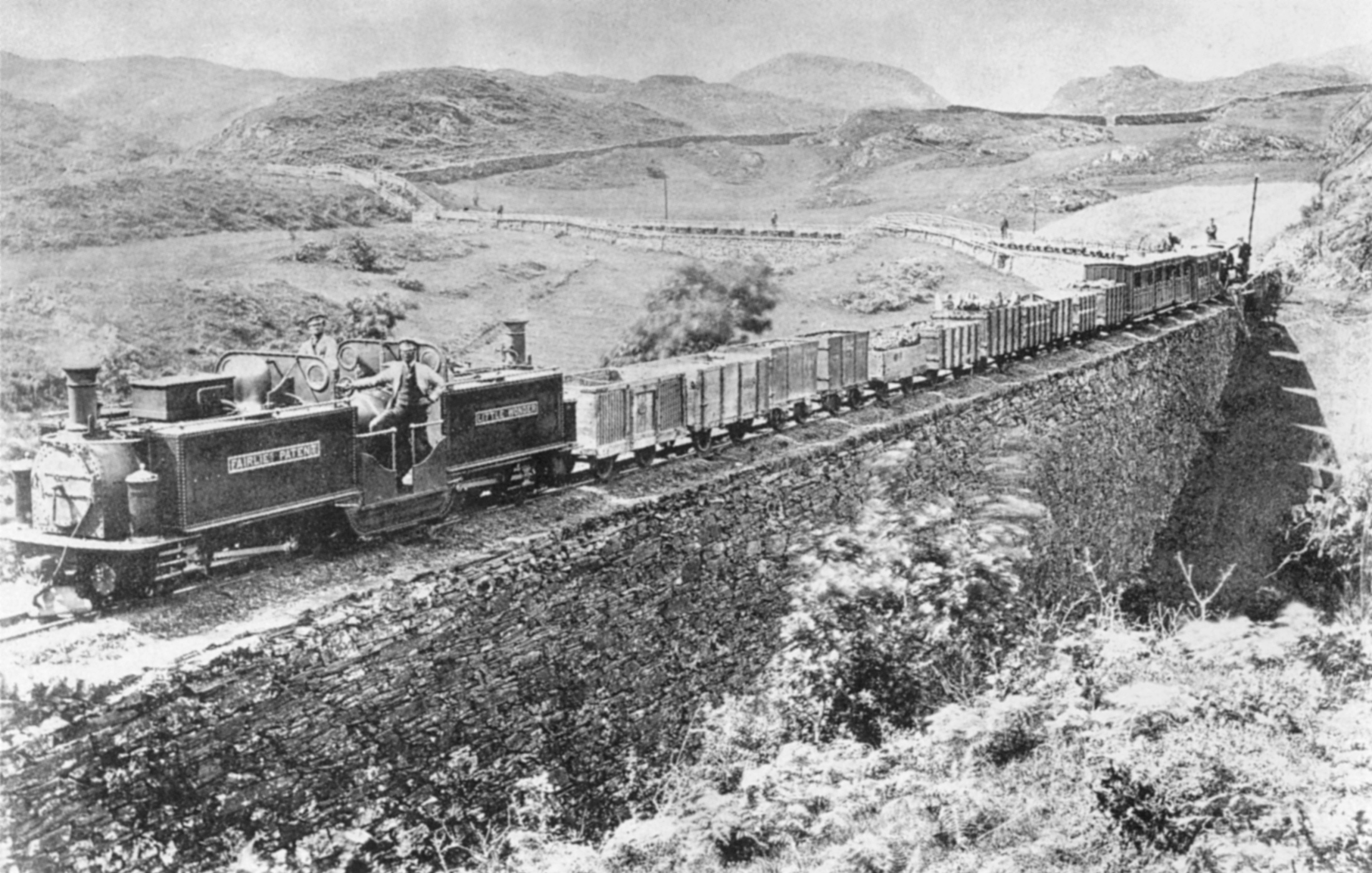
Паровоз «Маленькое Чудо», ведущий товарно-пассажирский состав по дамбе «Cei Mawr». 1871 г.

К 1869 г. пропускная способность Фестиниогской дороги стала вновь неудовлетворительной. Слабосильные двухосные локомотивы не могли вытягивать слишком длинные составы, а однопутность линии не позволяла изменить график движения. Проект устройства второго пути был отвергнут, как слишком дорогой, и ставку сделали на более мощные паровозы. Зять Джорджа Ингланда, Роберт Ф. Ферли, построил для дороги в 1869 г. паровоз собственной конструкции, названный без лишней скромности «Маленьким Чудом».
Симметричный сочленённый танк-паровоз правлению дороги понравился. Показательные соревнования между «Маленьким Чудом» и прежними паровозами Ингланда, проводившиеся в несколько этапов с сентября 1869 по июль 1870 гг., позволили убедиться в несомненных достоинствах нового локомотива и сделать ему всемирную рекламу. На февральском 1870 г. этапе присутствовали представители русских железных дорог, которые не замедлили заказать партию аналогичных паровозов для России, положив тем самым начало серии отечественных паровозов Ф. Паровозы системы Ферли, как двойные, так и одинарные, работали на линии до 1933 г., затем были отстранены от поездной службы, но с реконструкцией Фестиниогской дороги их вновь вывели на работу, которая продолжается и по сей день.

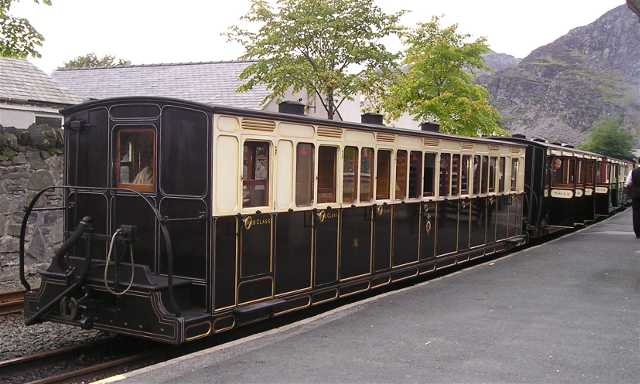
Вагон № 15 — первый в мире четырёхосный пассажирский вагон

В 1872 г. на дороге появились новые пассажирские вагоны. Прежние были небольшими и двухосными, новые — четырёхосными и значительно более вместительными. Это были первые в мире пассажирские вагоны, экипажная часть которых состояла из двух тележек, крепившихся к металлической раме, на которую устанавливалась собственно вагонная коробка. С 1891 г. Фестиниогская дорога начала почтовые перевозки, для чего была образована собственная почтовая служба, продолжающая действовать и поныне.
К 1900 г. график движения ещё больше уплотнился: ежедневно отправлялось девять пар поездов. Выросла средняя скорость движения и теперь поезда преодолевали расстояние от Портмадога до вокзала «Диффус», что располагался в километре к северо-востоку от Блайнай-Фестиниога, за один час. В это время входили также остановки на станциях «Минфорт», «Пенрин», «Тан-и-Булкс», «Тиалт» (по требованию), «Тан-и-Грисиай», и двух станциях «Блайнай-Фестиниог»: обе — с пересадкой на линии со стефенсоновской колеёй. Такого рода интенсивность стала возможной благодаря установке в 1893 г. тормозов Вестингауза на подвижной состав дороги и вводу в строй новой сигнальной системы.

### Закат дороги и её закрытие
С началом Первой мировой войны Фестиниогская железная дорога начала испытывать трудности. Заморская торговля — в том числе, и сланцами — нарушилась, а во внутренних перевозках этого товара чувствовалась серьёзная конкуренция со стороны «Большой западной дороги». Ситуация не изменилась и с окончанием войны, ибо появились новые отделочные материалы. Пассажирские перевозки не приносили ожидаемого дохода, так как туристическая привлекательность Уэльса оставалась невысокой.
В этих условиях контрольный пакет акций дороги был куплен в 1921 г. алюминиевой корпорацией, расположенной в Долгарроге. Ещё в 1918 г. корпорация приобрела «North Wales Power & Traction Co.», которая занималась электрификацией железных дорог в Уэльсе, и постепенно скупила все окрестные узкоколейные линии, став крупнейшим пассажирским перевозчиком региона. Пассажирские перевозки предполагалось всемерно развивать, переводя движение на электрическую тягу. Две из приобретённых железных дорог: «Portmadoc, Beddgelert and South Snowdon Railway» и «North Wales Narrow Gauge Railways», — в 1922 г. объединили в «Валлийскую нагорную железную дорогу» и связали с Фестиниогской железной дорогой соединительной ветвью в Портмадоге. В 1923 г. управляющим Фестиниогской и Валийской дорог стал Гольман Стивенс (англ. Holman Fred Stephens), но пассажирское движение ожидаемых доходов не приносило и в следующем, 1924 г., алюминиевая корпорация закрыла свой железнодорожный проект, попутно избавившись ото всех принадлежавших ей линий.

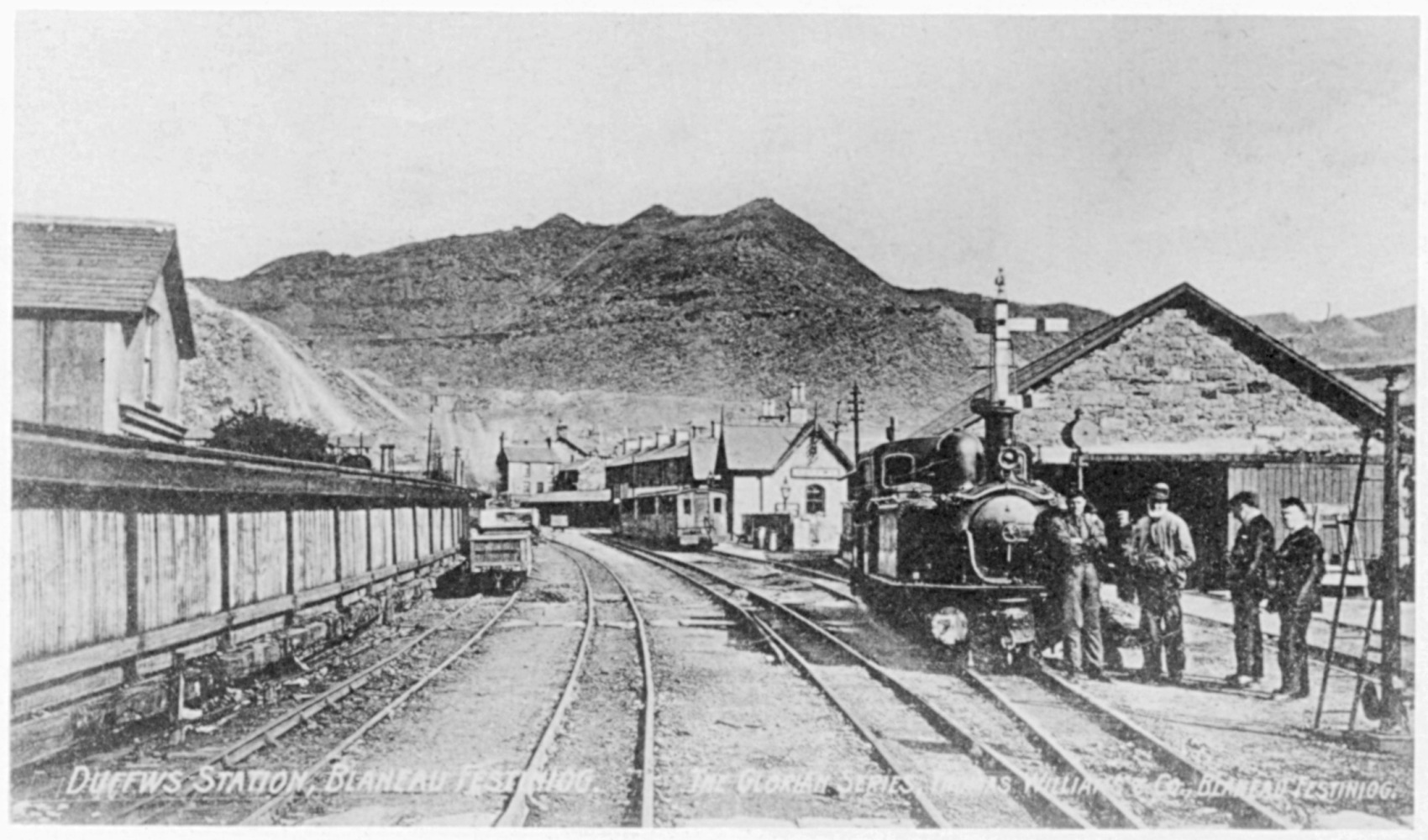
Станция «Диффус»

Положение Валлийской дороги продолжало ухудшаться, и даже Стивенс, будучи известным антикризисным управляющим, не сумел избавить её от банкротства в 1933 г. Фестиниогская дорога пыталась помочь сестринской компании, взяв её в аренду, но в 1937 г. была вынуждена от аренды отказаться из-за растущих убытков, и Валлийская дорога была закрыта.
Пассажирское движение на Фестиниогской дороге продолжало существовать до 15 сентября 1939 г. В этот день — через две недели после начала Второй мировой войны — по линии прошёл последний пассажирский состав общего пользования, а на следующий — последний служебный поезд с пассажирами-рабочими. Грузовые поезда со сланцем продолжали ходить до 1 августа 1946 г., после чего движение на дороге окончательно прекратилось за исключением небольшого участка, примыкающего к Блайнай-Фестиниогу: от Диффуса до карьера на северо-востоке. Участок был арендован владельцем карьера в октябре того же 1946 г. и позволил компании избежать формального закрытия, процедура которого не была оговорена в изначальном Парламентском акте.

## Реставрация
Неработавшая линия постепенно приходила в упадок и подвергалась разграблению — в том числе, и «любителями сувениров». Но с 1949 г. началось обратное движение: любители железных дорог, особенно, бирмингемские, начали говорить и писать о необходимости сохранения узкоколейных линий в Уэльсе, в том числе, и линии Фестиниогской. В 1951 г., когда Талиллинская железная дорога первой из уэльских дорог сменила владельцев и начала реставрироваться, в Бристоле произошла встреча железнодорожных энтузиастов по поводу возрождения Фестиниогской дороги. Через три года после этого — 24 июня 1954 г. — группа добровольцев во главе с Алланом Пеглером (англ. Alan Francis Pegler) купила Фестиниогскую дорогу и объявила о намерении возродить на ней движение в качестве туристической.

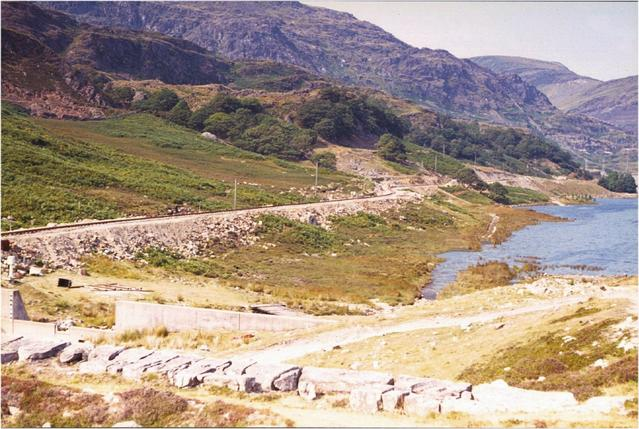
Строительство дороги в обход водохранилища. 1976 г.
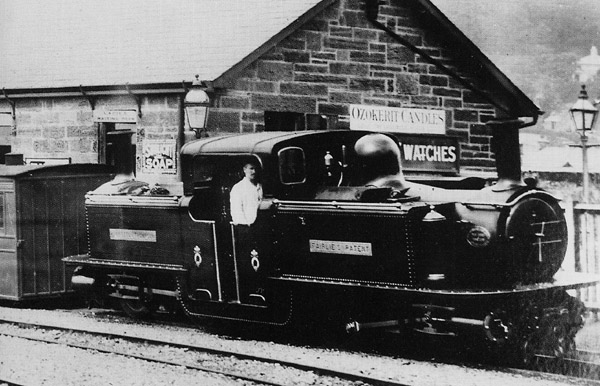
«Ливингстон Томпсон», второй из паровозов, отремонтированных во время реставрации
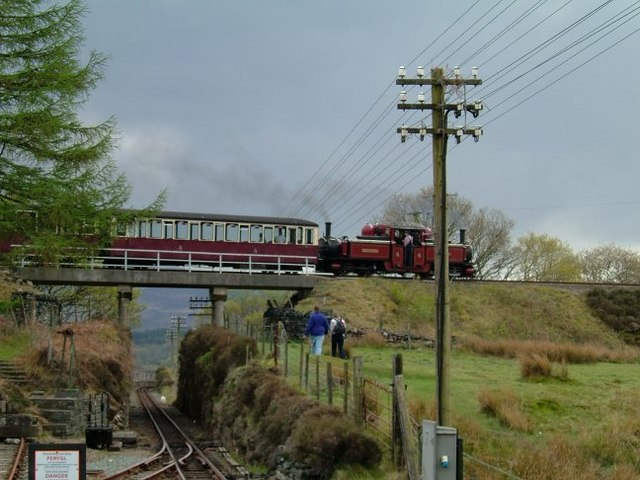
Петля и мост над входными стрелками станции «Тиалт»
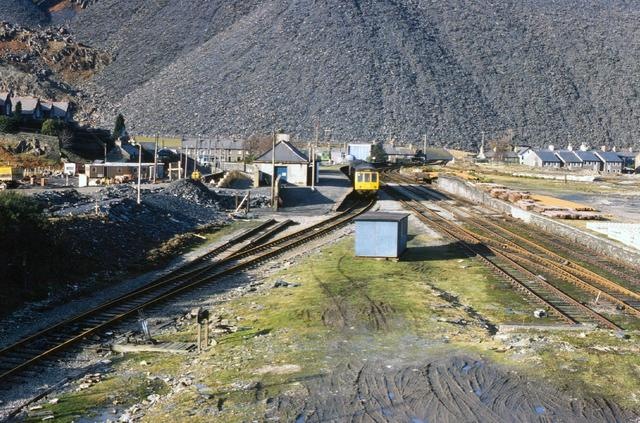
Станция Британских железных дорог в Блайнай-Фестиниоге во время реконструкции. 1981 г.

Это не помешало Британскому электрическому ведомству (англ. British Electricity Authority, BEA) принять в том же 1954 г. решение об строительстве Фестиниогской ГЭС, при котором часть пути Фестиниогской дороги подлежала затоплению водами водохранилища Тан-и-Грисиай. Между дорогой и BEA (позже CEGB) началась тяжба, продлившаяся 18 лет и позволившая дороге получить в 1972 г. денежную, а 1973 г. и земельную компенсацию в согласии с соответствующим Парламентским актом.
18 августа 1954 г. инспектор железных дорог полковник Мак-Маллен (англ. McMullen) в сопровождении нового правления дороги во главе с Пеглером обошёл пешком и осмотрел всю линию, после чего, 20 сентября, началась её реставрация: Морис Джонс (англ. Morris Jones), последний из механиков, работавших на прежней Фестиниогской дороге, при помощи двух добровольцев приступил к восстановлению последнего из работавших на линии паровозов — «Принца». Менеджмент компании в это время осуществлял прежний её менеджер Роберт Эванс (англ. Robert Evans), к юбилею которого 6 ноября 1954 г. приурочили выход на линию первого поезда от Минфорта до Портмадога. Этот состав был служебным — регулярное движение открылось между Портмадогом и станцией «Бостон Лодж» только через год, 23 июля 1955 г. К этому времени Эванс ушёл в отставку и его место занял один из добровольцев, участвовавших в восстановлении «Принца» — Аллан Гарровей (англ. Allan Garraway).
Участки дороги открывались для пассажирского движения по мере их готовности: 19 мая 1956 г. сервис восстановили до Минфорта, 5 июня 1957 г. — до Пенрина, 5 апреля 1958 г. — до Тан-и-Булкса, затем — перерыв в 10 лет, и 6 апреля 1968 г. — до Тиалта. Того же 6 апреля была восстановлена почтовая служба дороги. Одновременно чинился и вводился в строй подвижной состав: вслед за «Принцем», начавшим поездную службу в августе 1955 г., в сентябре 1956 г. отремонтировали двойной Ферли «Ливингстон Томпсон» (англ. Livingston Thompson), названный после восстановления «Тальесином», за ним в 1961 г. из ремонта вышел ещё один двойной Ферли — старейший — «Мертин Эмрис» (англ. Merddin Emrys), в 1963 г. дорога приобрела два карьерных паровоза: «Линда» (англ. Linda) и «Бланш» (англ. Blanche), а в 1965 и 1967 гг. соответственно: «Бритомарт» (англ. Britomart) и «Монтаньяр» (англ. Mountaineer).
Наибольшую сложность вызвала реконструкция самых северных участков дороги: от Тиалта до Тан-и-Грисиайя, а затем — до Блайнай-Фестиниога. За Тиалтом пришлось изменять путевой профиль, поднимая линию к новому тоннелю, расположенному несколько выше прежнего. Для этого пришлось устроить над станцией петлю с мостом и возвести насыпь. Тоннель пробивали в гранитной толще взрывами и укрепляли его свод шприц-бетонированием c 1975 по 1977 гг. под руководством трёх горных инженеров из Корнуолла. 25 июня 1977 г. временной конечной станцией стал ныне не существующий разъезд «Ллин Истрадай» (англ. Llyn Ystradau) — по ту сторону горного хребта, — где высадка пассажиров не дозволялась, ибо он находился на территории ГЭС, а ровно через год, 24 июня 1978 г., поезда пошли до Тан-и-Грисиайя.
Участок до Блайнай-Фестиниога потребовал восстановления множества мостов, а главное, устройства единой с Британскими железными дорогами станции, которую следовало возвести взамен двух пересадочных, существовавших прежде. Работа заняла четыре года, и в марте 1982 г. станцию открыли для составов стефенсоновской колеи, а в 25 мая 1982 г. — ровно через 150 лет после принятия парламентского акта о Фестиниогской дороге — для поездов этой линии. Официального открытия, с участием спикера палаты общин, пришлось ждать ещё год — до 30 апреля 1983 г.

## Отношения с Валлийской нагорной дорогой
Реставрация линии потребовала крупных вложений, требовавших компенсации, но когда туристические поезда начали, наконец, приносить прибыль, Фестиниогская дорога столкнулась с возможностью конкуренции со стороны начавшей возрождение Валлийской нагорной дороги. Валлийская дорога, начинавшаяся также в Портмадоге, была официально закрыта в 1937 г., разобрана в 1941 г. для удовлетворения военных потребностей и в 1964 г. стала предметом интереса со стороны вновь образовавшейся компании «Welsh Highland Light Railway Ltd.» — WHLR Ltd. (Лёгкая нагорная Валлийская железная дорога лтд.), позже — WHR Ltd. Компания постоянно сталкивалась с трудностями по приобретению прав на закрытую линию и не могла начать реставрацию. К 1980 г. ей удалось построить небольшой участок длиною в 1,6 км и открыть на нём движение, но это не было реконструкцией, ибо возведённая линия никогда не была частью изначальной Валлийской нагорной дороги.
WHR Ltd. поддержавалась Советом графства Гвинед в своём стремлении воссоздать дорогу. Противостояло же ей Агентство по обслуживанию банкротств, которое заботилось об интересах держателей долгов Валлийской линии и желало выгодно продать землю — под устройство пешеходных и велосипедных дорожек парка Сноудония. Фестиниогская дорога вмешалось в конфликт интересов в 1988 г., анонимно предложив выкупить землю у Агентства и передать её Совету с условием не восстанавливать на ней железную дорогу.
Агентство однако склонялось к непосредственной передаче земли Совету графства, как государственной, а значит, более надёжной структуре. Тогда Фестиниогская дорога изменила свой подход к проблеме и, видя невозможность конкурента уничтожить, решила его поглотить, выдвинув проект по полному восстановлению Валлийской дороги, но как части свой собственной структуры.
Ранее, в 1983 г., часть менеджеров WHR Ltd., столкнувшись с неспособностью своей компании возродить железную дорогу, образовала «Trackbed Consolidation Ltd.» (TCL), которая надеялась найти другой путь для восстановления линии. TCL и связанный с нею «WestCo» (Западный консорциум) решили аккумулировать не менее 75 % долговых обязательств и акций Валлийской дороги, что позволило бы им начать работы на дороге без оглядки на другие структуры и компании. Аккумуляция не удалась, ибо самый крупный держатель долгов, Министерство транспорта (42 %), отказалось их продать. В этой ситуации проект Фестиниогской дороги оказался весьма кстати — у неё было достаточно денег и TCL с «WestCo», передав ей уже накопленные долговые обязательства и акции, приобретали в её лице надёжного подрядчика для восстановительных работ и такого же надёжного управляющего.

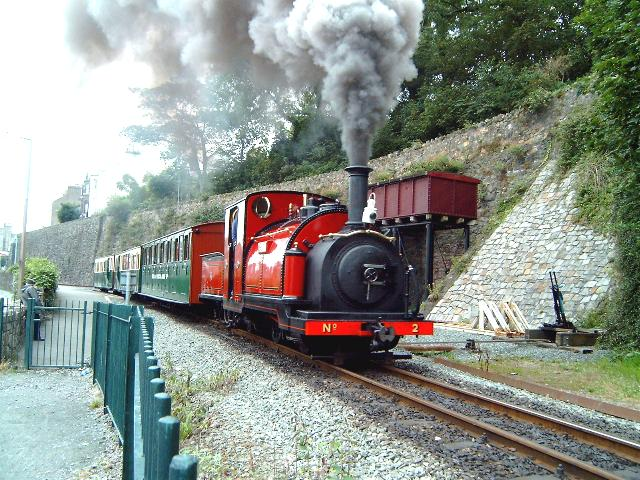
Паровоз Фестиниогской дороги «Принц» на станции Валлийской дороги «Карнарвон», 2002 г.

Поскольку ценных бумаг у Фестиниогской дороги было всё-таки недостаточно для того, чтобы стать мажоритарным акционером Валлийской линии и начать её реконструкцию, в 1991 г. дело было передано в Высокий суд Соединённого Королевства с целью определить компанию-реконструктора. В суде Фестиниогской дороге противостояли WHR Ltd. и Совет графства Гвинед. После трёх лет разбирательств, в 1994 г., Валлийскую дорогу передали Фестиниогской, ибо у судьи возникли сомнения, что WHR Ltd. произведёт реконструкцию добросовестно и в полном объёме.
В 1998 г. между Фестиниогской дорогой и WHR Ltd. было подписано соглашение, по которому WHR Ltd. получила права участвовать в реконструкции Валлийской линии и использовать часть её пути для движения своих поездов. Соглашение также определило наименования участков восстанавливаемой линии: «Валлийская нагорная железная дорога (Портмадог)» — для участка, принадлежащего WHR Ltd., и «Валлийская нагорная железная дорога (Карнарвон)» — для участка, принадлежащего Фестиниогской дороге.
В настоящее время реконструкция Валлийской дороги продолжается с намерением начать сквозное движение к середине 2011 г. На уже открытых участках поездная работа осуществляется локомотивами как Валлийской, так и Фестиниогской дорог.

## Нынешнее состояние

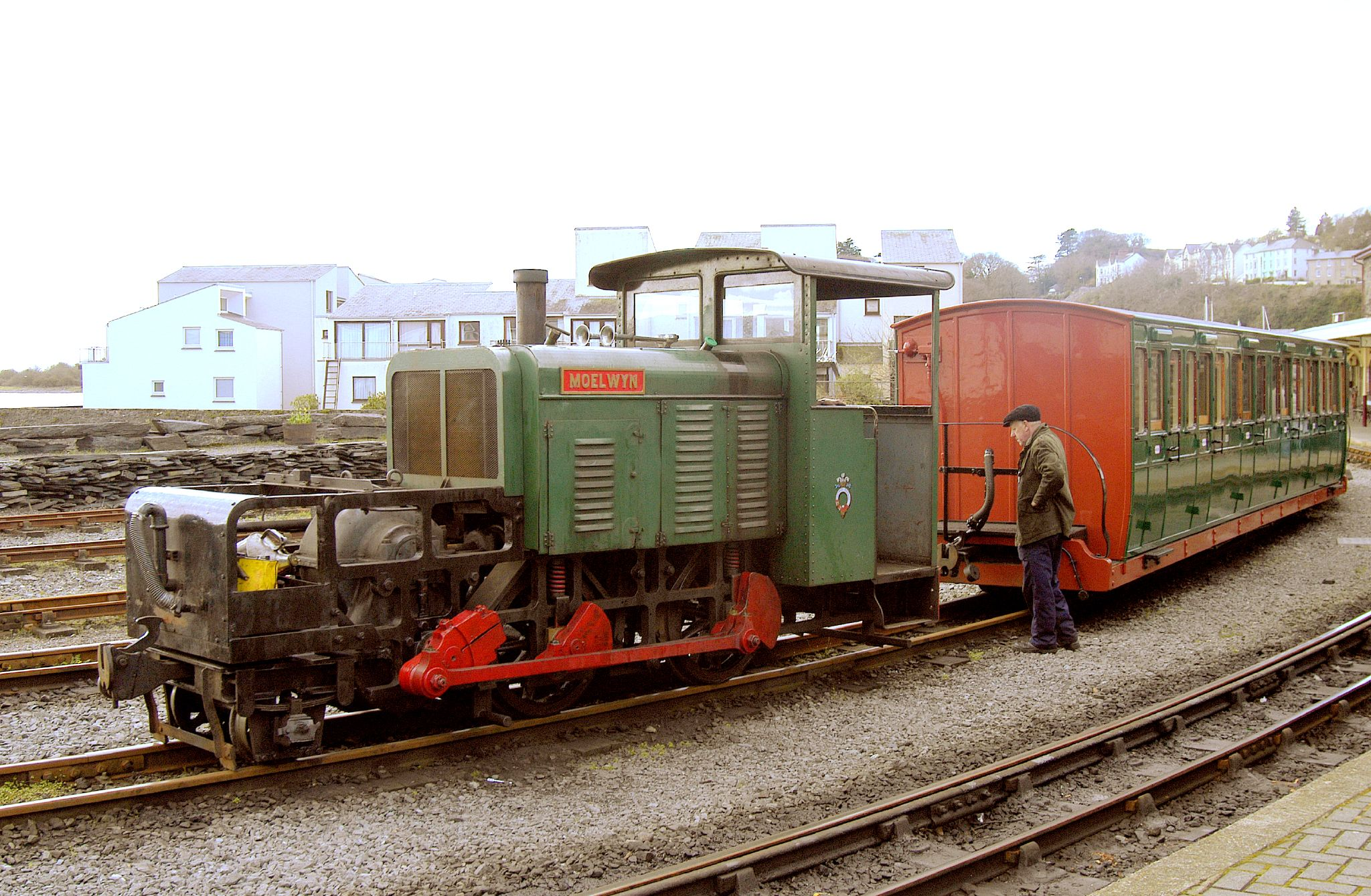
Тепловоз «Мойлуин», балдвинской постройки 1918 г., на маневровых работах в Портмадоге.

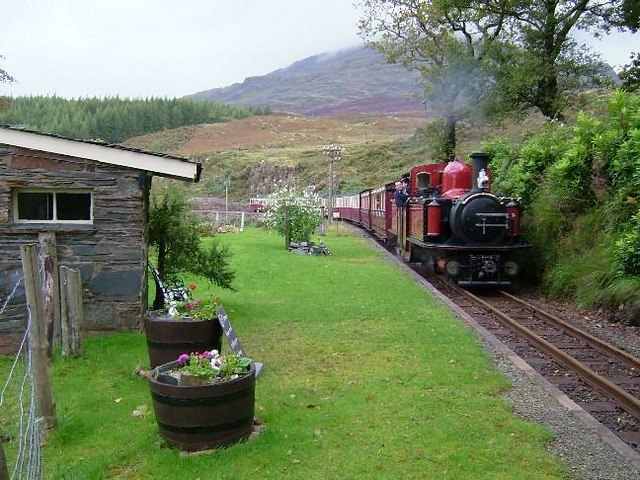
«Дэвид Ллойд Джордж» втягивает состав на станцию «Платформа Кэмпбелла».

В настоящее время компания продолжает осуществлять движение туристических поездов между станциями «Блайнай-Фестиниог» и «Портмадогская Портовая». Если не считать перевозку отдельных туристов и туристических групп, когда пассажирское движение на дороге ещё было запрещено, впервые туристическим объектом она была объявлена в 1876 г.: в этом году «Лондонская и Северо-западная железная дорога» (London and North Western Railway) упомянула о линии в своём путеводителе. Текст сопровождался рисунком, где дама в уэльском национальном костюме едет поездом в сопровождении двух кондукторов Фестиниогской дороги. На заднем плане видны порожние сланцевые вагонетки.
В 1964 г. Уэльская комиссия по туризму выдала компании сертификат, подтверждающий её туристический статус, а ныне дорогу «продвигают» на рынке по маркетинговой схеме «Великие узкоколейки Уэльса» (Great Little Trains of Wales).
Компания приобретает раритетный подвижной состав, реставрирут его в своём депо возле станции «Бостон Лодж» и приспосабливает для движения на линии. Основную часть парка составляют узкоколейные паровозы различного года выпуска, но для служебной работы дорога предпочитает использовать небольшие тепловозы, часть из которых тоже можно причислить к раритетным. Кроме покупки и восстановления техники, компания сама строит паровозы, что проделывает в том же депо «Бостон Лодж». Одним из последних построенных там локомотивов является «Дэвид Ллойд Джордж» (англ. David Lloyd George) — двойной Ферли с нефтяным отоплением, выпущенный в 1992 г.
Бюджет компании только частью состоит из доходов, получаемых от пассажирских перевозок. Значительную его долю составляют разного рода пожертвования и гранты, получаемые от коммерческих, общественных и государственных организаций.